# Geschichte der Juden in Hannover

Neue Synagoge in Hannover um 1885

Die Geschichte der Juden in Hannover begann im 13. Jahrhundert. Im Jahr 2009 gehörten den vier jüdischen Gemeinden in Hannover etwa 6200 Personen an.

## Mittelalter und Frühe Neuzeit
Bereits im 14. Jahrhundert lebten Juden in Hannover. Sie stellten eine Minderheit innerhalb der Stadt dar und hielten an ihren traditionellen, rituell vorgeschriebenen Lebensformen fest (wie Sabbatgebot und Einhaltung von Speisegesetzen). Sie hatten als Schutzjuden einen besonderen Rechtsstatus, benötigten eine ausdrückliche Genehmigung der Obrigkeit und hatten nicht die Rechte der anderen Einwohner.
Nachdem judenfeindliche Predigten protestantischer Geistlicher zu gewalttätigen Krawallen geführt hatten, verbot der Rat der Stadt Hannover 1588 den Handel zwischen Christen und Juden. Da die Juden so ihrer Existenzgrundlage beraubt waren, verließen sie die hannoversche Altstadt und zogen in die damals noch selbstständige Calenberger Neustadt. Bis ins 19. Jahrhundert lebten in der hannoverschen Altstadt keine Juden mehr.
Auch in der Calenberger Neustadt, in der die Juden im 19. Jahrhundert die (in der Reichspogromnacht von 1938 zerstörte) Neue Synagoge errichteten, sind sie nach ihrer Flucht aus der Altstadt unterdrückt worden. Bereits 1593 wurde ihr „Tempel“ auf Anordnung des Herzogs Heinrich Julius „destruiert und abgeschafft“. Die Juden selber wurden aus der Neustadt vertrieben, ihr Besitz wurde vom Herzog „der Kirche gnädiglich zugeeignet“. 1608 durften sie zurückkehren und stellten 1609 ihre neue Gebetsstätte fertig. Doch kirchliche Würdenträger des Calenberger Landes empörten sich, dass die Juden auf der „Neustadt vor Hannover“ erneut eine Synagoge errichtet hätten. Der Ronnenberger evangelische Superintendent Wichmann Schulrabe, zu dessen Sprengel die Neustadt vor Hannover gehörte, beschwerte sich schließlich am 1. Februar 1613 schriftlich beim Konsistorium in Wolfenbüttel. Folge war, dass noch im selben Jahr der Großvogt zu Calenberg auf fürstlichen Befehl hin auch dieses zweite jüdische Gotteshaus in der Calenberger Neustadt niederreißen ließ. Deshalb hatten die Juden der Calenberger Neustadt „längere Zeit hindurch keinen Ort, in welchem sie gemeinsam Gottesdienst halten konnten“. 1688 wurde es ihnen gestattet, im Hause ihres Vorstehers Levin Goldschmidt eine kleine Synagoge zu errichten. 1703 gelang es dem Hof- und Kammeragenten der hannoverschen Welfenherzöge, Leffmann Behrens, an der Stelle, an der die 1613 niedergerissene Synagoge gestanden hatte, eine neue Synagoge bauen zu dürfen. Die eigenständige jüdische Kultur wurde in dieser Abgeschiedenheit – auf einem für die Öffentlichkeit nicht einsehbaren Platz in einem Hinterhof – aufrechterhalten.
Das erste gedruckte Adressbuch der Stadt Hannover von 1798 listete am Ende des Buches einzelne Juden in einem Verzeichnis der Handel und Gewerbe betreibenden Judenschaft auf der Calenberger Neustadt.

## 19. und Anfang 20. Jahrhundert

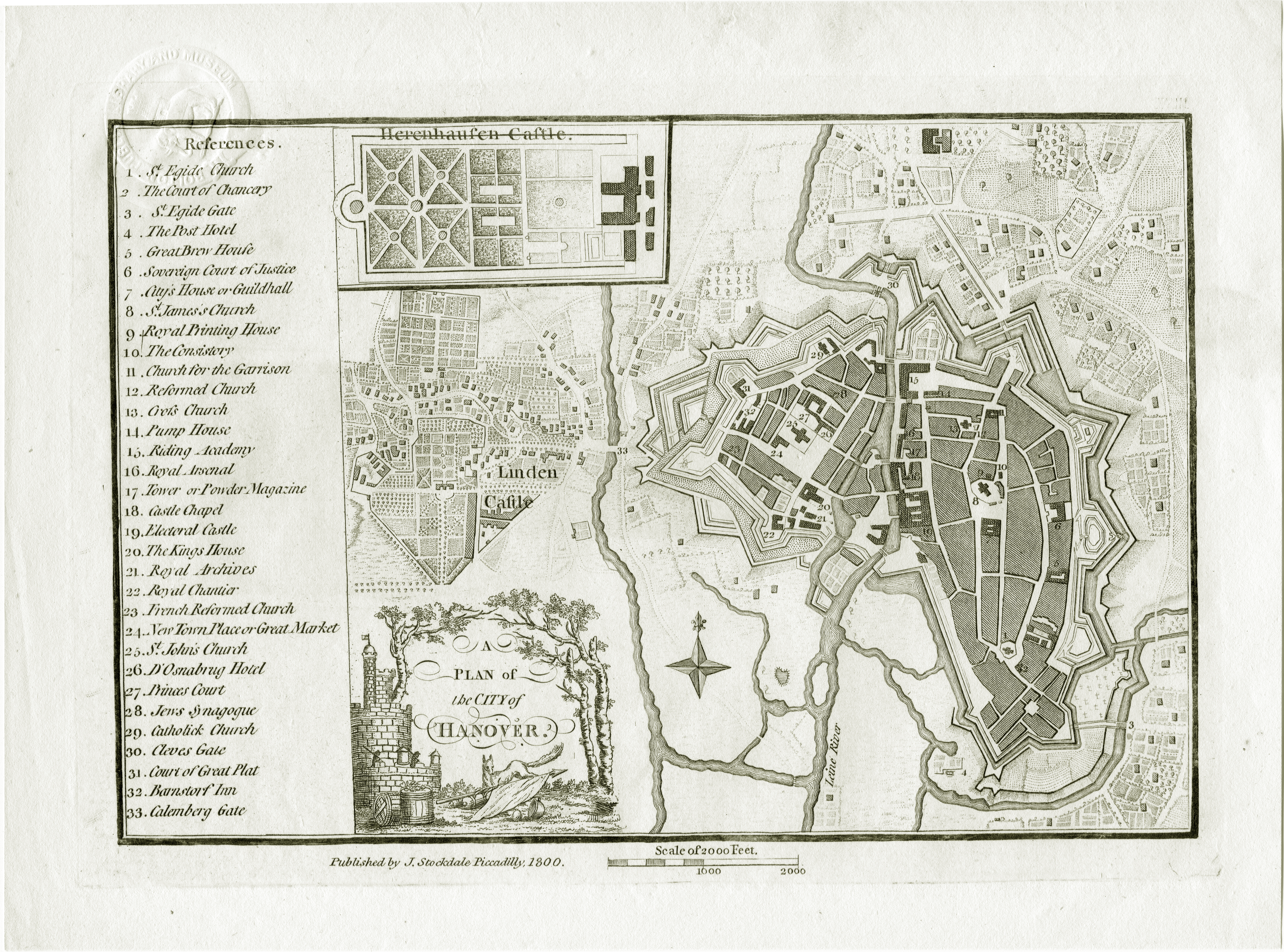
Um 1800: Synagoge als Nummer 28 im Städte-Plan von John Stockdale mit Hannover, Calenberger Neustadt, Linden und Großem Garten

Für eine kurze Zeit erlangten die – männlichen – Juden bis 1814 gleiche Bürgerrechte wie auch alle anderen Männer seit dem französisch regierten Königreich Westphalen.
Obwohl vorwiegend in Handels- und Finanzberufen tätig, existierte bis zur Mitte des 19. Jahrhunderts die jüdische Minderheit am Rande der Gesellschaft. Ihre Zahl nahm bis Anfang des 19. Jahrhunderts allmählich auf etwa 500 Personen zu.
Im Königreich Hannover wurde 1842 das Ausnahmerecht aufgehoben, und die Juden wurden gesetzlich den anderen Bürgern gleichgestellt. In der Mitte des 19. Jahrhunderts galt Israel Simon als erster Bankier Hannovers.
Als im Laufe des 19. Jahrhunderts die jüdische Bevölkerung in Hannover anwuchs, wurde die Alte Synagoge zu klein. 1864 bis 1870 wurde nach dem Abriss älterer Gebäude in der Bergstraße (heute Rote Reihe) in der Calenberger Neustadt die Neue Synagoge errichtet. Sie befand sich in Nachbarschaft zu den Hauptkirchen Hannovers. Der von Edwin Oppler im Stil des Historismus entworfene Bau war Symbol des Selbstbewusstseins und der Anerkennung der Juden und wirkte stilbildend für den Bau von Synagogen im Deutschen Kaiserreich.
1893 gründete Alexander Moritz Simon in Ahlem die Israelitische Erziehungsanstalt, die 1919 in Israelitische Gartenbauschule Ahlem umbenannt wurde.
Anfang des 20. Jahrhunderts lebten rund 5000 Juden in Hannover. Die Jahre bis zur „Machtergreifung“ der Nationalsozialisten 1933 brachten einen sozialen Aufstieg des Judentums in der bürgerlichen Gesellschaft. Aber auch in der hannoverschen Arbeiterbewegung engagierten sich säkular orientierte Juden wie etwa die KPD-Politiker Werner Scholem und Iwan Katz. Zugleich entwickelte sich in Form antiliberaler und antidemokratischer Bewegungen ein neuer Antisemitismus, der mit der Machtübernahme 1933 zur Staatsdoktrin wurde. Infolge neuer Verfolgungen sank die Zahl der hannoverschen Juden auf etwa 4800 Personen im Jahre 1936.

## Zeit des Nationalsozialismus
In der Zeit des Nationalsozialismus ab 1933 wurden die Juden unter Ausnahmerecht gestellt. Unter Stadtbaurat Karl Elkart kam es zu Arisierungen, Ausweisung und Verfolgung, wodurch die Jüdische Gemeinde Hannover vernichtet wurde. Von den etwa 4800 Juden, die Hannover 1938 zählte, entschieden sich viele schon rasch für die Emigration.

### Polenaktion und Novemberpogrome
Am 28. Oktober 1938 wurden in Hannover 484 Juden polnischer Staatsangehörigkeit im Rahmen der Polenaktion zusammen getrieben, im Saal des „Rusthauses“ (Burgstraße 30) gesammelt und vom Hauptbahnhof aus über die polnische Grenze ausgewiesen.
Unter den Ausgewiesenen befand sich auch die Familie Grünspan aus der Burgstraße 36. Der zweitälteste Sohn der Familie, Herschel Grünspan, befand sich zu diesem Zeitpunkt in Paris. Als er von der Vertreibung seiner Familie erfuhr, kaufte er sich am 7. November 1938 einen Revolver, fuhr in Paris zur deutschen Botschaft und schoss fünfmal auf den dort zufällig anwesenden Legationsrat Ernst Eduard vom Rath, der am 9. November verstarb. Von den Nationalsozialisten wurde dies als „Anschlag des Weltjudentums“ hochstilisiert und zum Vorwand für die lange geplanten Novemberpogrome 1938 genommen, die als „spontane Aktionen des Volkszornes“ inszeniert wurden. Überall im Deutschen Reich wurden in der folgenden Nacht Synagogen in Brand gesteckt, auch die Neue Synagoge in Hannover in der Bergstraße. Sie brannte dabei aus. Die SS sperrte die Synagoge ab und um 02:35 Uhr wurde Feueralarm durch die Staatspolizei durchgegeben. Die spät alarmierte Feuerwehr beschränkte sich auf den Schutz der umliegenden Häuser. Später wurde sie gesprengt und abgetragen. In Hannover wurden 94 jüdische Geschäfte und 27 Wohnungen zerstört, 334 Juden aus Hannover und Umgebung verhaftet und in das KZ Buchenwald deportiert.
Am 25. Juni 1939 wurde nochmals eine kleinere Gruppe von Juden abgeschoben.

### Judenhäuser
Zu Beginn des Zweiten Weltkriegs lebten noch rund 2000 Juden in Hannover. Am 3. September 1941 wurden 1200 Juden darüber informiert, dass sie bis 4. September 1941 um 18 Uhr ihre Häuser und Wohnungen zu verlassen hätten. Im Rahmen der „Aktion Lauterbacher“ wurden sie unter katastrophalen Lebensumständen in 15 sogenannten „Judenhäusern“ zusammengepfercht:
- Alte Synagoge, Bergstraße 8, Straße nicht mehr existent, Nähe Rote Reihe, Calenberger Neustadt
- Schulgebäude Lützowstraße 3, Mitte
- Verwaltungsgebäude Ohestraße 8/9, heute Standort des Berufsschulzentrums, Calenberger Neustadt
- Jüdisches Krankenhaus und Altersheim, Ellernstraße 16, Zooviertel
- Altersheim Auf dem Emmerberge 31, Südstadt
- Heinemanhof (Altersheim für jüdische Frauen der Minna-James-Heineman-Stiftung), Kirchrode
- Predigthalle des neuen jüdischen Friedhofs, Nordstadt
- Israelitische Gartenbauschule Ahlem
- Wohnhaus Dieterichsstraße 28, Warmbüchenviertel
- Wohnhaus Herschelstraße 31, Mitte
- Wohnhaus Josephstraße 22, heute Otto-Brenner-Straße, Mitte
- Wohnhaus Knochenhauerstraße 61, Altstadt
- Wohnhaus Körnerstraße 24, Mitte
- Wohnhaus Scholvinstraße 12, Mitte
- Wohnhaus Wunstorfer Straße 16 a, Limmer

### Deportationen

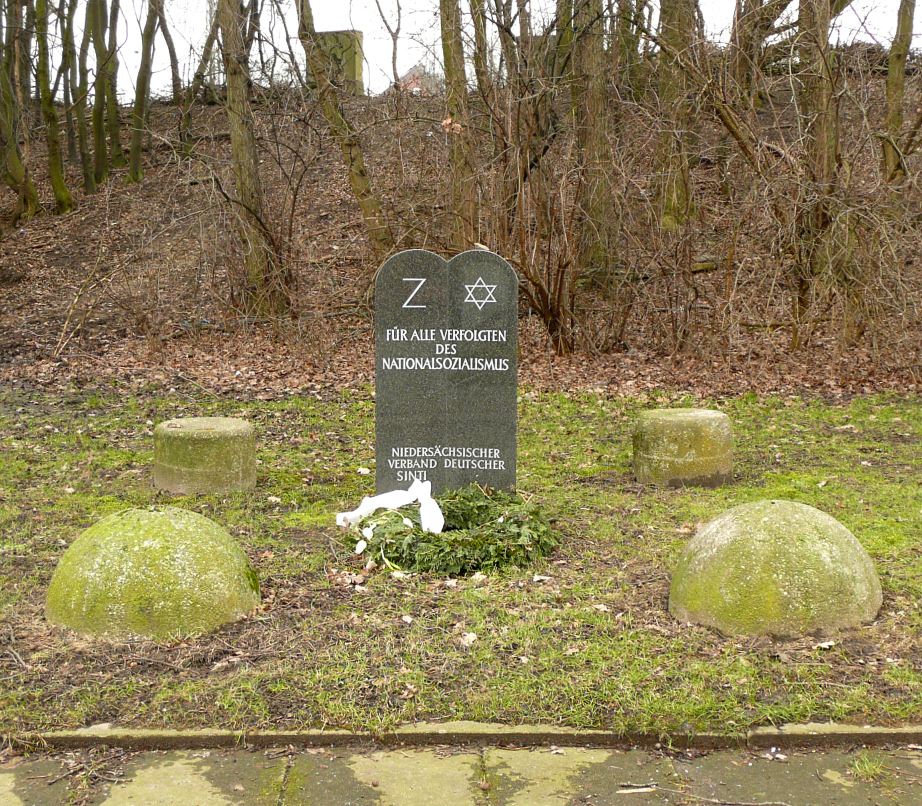
Mahnmal am Bahnhof Fischerhof

Die Vertreibung aus den Wohnungen bereitete die kurze Zeit später einsetzenden Deportation von Juden aus Deutschland vor. Ende 1941 und noch vor der Wannseekonferenz im Februar 1942 wurden viele in Hannover lebende Juden in das vorgesehene Sammellager, die Israelitischen Gartenbauschule Ahlem, verbracht. Von dort wurden 1001 Menschen am 15. Dezember 1941 zum Bahnhof Fischerhof in Linden abtransportiert und nach Gepäckkontrollen und Leibesvisitationen ins Ghetto Riga deportiert. Sechs weitere Transporte bis 1944 erfolgten von diesem Bahnhof aus in die KZs und Ghettos in Auschwitz, Theresienstadt und Warschau. Ein achter Transport aus Hannover erfolgte 1945 von einem anderen Bahnhof.
Insgesamt wurden von Hannover aus rund 2400 Menschen aus der Stadt und dem südlichen Niedersachsen deportiert, von denen die wenigsten die Schoa überlebten. Vom ersten Transport 1941 mit 1001 Personen ist bekannt, dass 68 den Zweiten Weltkrieg überlebten.
Zum 70. Jahrestag der ersten Deportation gedachte die Stadt Hannover am 15. Dezember 2011 des Ereignisses mit Gedenkveranstaltungen unter Teilnahme von fünf Überlebenden. Dazu gehörte eine Lichteraktion auf dem Trammplatz. Schüler entzündeten für jede der 1001 deportierten Personen eine Kerze, die aufgestellt einen Davidstern bildeten. Zum weiteren Programm gehörten eine Ausstellung im Neuen Rathaus und ein Symposium.

### Konzentrationslager

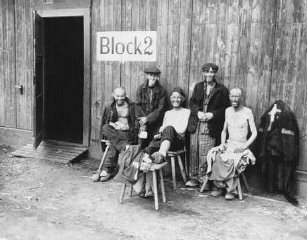
KZ-Häftlinge vor der Baracke 2 im KZ Hannover-Ahlem nach der Befreiung durch die US-Armee

Im heutigen Stadtgebiet von Hannover wurden 1943 und 1944 zum Ende des Zweiten Weltkrieges 7 KZ-Außenlager errichtet, die dem KZ Neuengamme zugeordnet waren. Die Außenlager waren Industriebetrieben angegliedert, in denen die KZ-Häftlinge – darunter auch viele jüdische Personen – als Arbeitskräfte eingesetzt wurden:
- KZ-Außenlager Hannover-Ahlem
- KZ-Außenlager Hannover-Langenhagen (im heutigen Stadtteil Brink-Hafen)
- KZ-Außenlager Hannover-Limmer
- KZ-Außenlager Hannover-Misburg
- KZ-Außenlager Hannover-Mühlenberg
- KZ Hannover-Stöcken (Akkumulatorenwerke) (im Stadtteil Marienwerder)
- KZ Hannover-Stöcken (Continental)

Die Geschichte dieser Lager, das Schicksal der Inhaftierten und die Aufarbeitung in der Nachkriegszeit ist Mitte der 1980er Jahre umfassend dokumentiert worden.

## Nachkriegszeit
Als am 10. April 1945 amerikanische Truppen Hannover besetzen, hielten sich lediglich rund 100 Juden in der Stadt auf.
Nach dem Zweiten Weltkrieg erhielten die Juden, die aus den Konzentrationslagern zurückkamen, von anderen Bürgern erste Hilfe mit Geld und zusätzlichen Lebensmittelkarten. Viele der ehemaligen jüdischen Häftlinge bedurften ärztlicher Hilfe, Beistand und Beratung. Am 10. August 1945 wurde die Genehmigung zur Gründung einer jüdischen Gemeinde von der britischen Militärregierung zugestellt.
Noch 1945 wurde Norbert Prager zum ersten Vorsitzenden der jüdischen Gemeinde in Hannover gewählt, während eine zweite, aus dem Jewish Committee hervorgegangene Gemeinde seinen Ideen zunächst ablehnend gegenüberstand. Mit Hilfe jüdischer Organisationen und der Niedersächsischen Landesregierung des 1946 gegründeten Landes Niedersachsen konnte die soziale Betreuung der Mitglieder gewährleistet werden. Durch Zuzug entstand langsam neues jüdisches Leben in der Stadt.
In den Monaten nach der Befreiung des KZ Bergen-Belsen verließen jüdische Überlebende das DP-Camp Belsen und ließen sich auch in Hannover nieder. Als die Gemeinschaft jüdischer Überlebender in Hannover groß genug war, um einen Rabbiner anzustellen, empfahl Rabbiner Solomon Wolf Zweigenhaft dem Religiösen Notfallrat des Britischen Oberrabbiners seinen Freund Rabbiner Chaim Pinchas Lubinsky zum Oberrabbiner zu ernennen. Dies erfolgte im Januar 1946. Die Gemeinde wuchs und weitere Rabbiner waren erforderlich; Solomon Wolf Zweigenhaft wurde zweiter Rabbi in Hannover. 1949 wählte die jüdische Gemeinde in Hannover Zweigenhaft zum einzigen Rabbiner. Danach ernannten viele kleinere jüdische Gemeinden in Niedersachsen auch Rabbiner und Zweigenhaft wurde Oberrabbiner von Hannover und Niedersachsen.

## Gegenwart

### Mahnmale
Seit 1994 erinnert das Mahnmal für die ermordeten Juden Hannovers auf dem Opernplatz an die Judenverfolgung in Hannover. Der Erinnerung an jüdische Bürger dienen auch ins Pflaster verlegte Stolpersteine (siehe Liste der Stolpersteine in Hannover) an ihren früheren Wohnsitzen. Bis zum Jahre 2015 wurden 330 Steine in der Stadt verlegt. Am früheren Standort des KZ-Außenlager Hannover-Ahlem in Ahlem wurde eine zentrale Gedenkstätte für die Region Hannover eingerichtet.

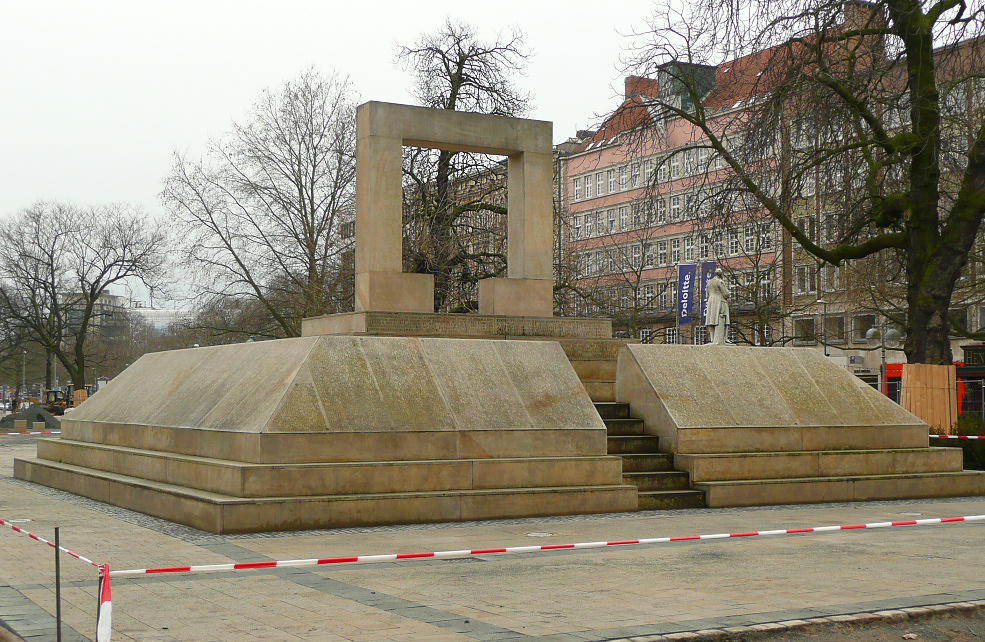
Mahnmal für die ermordeten Juden Hannovers auf dem Opernplatz
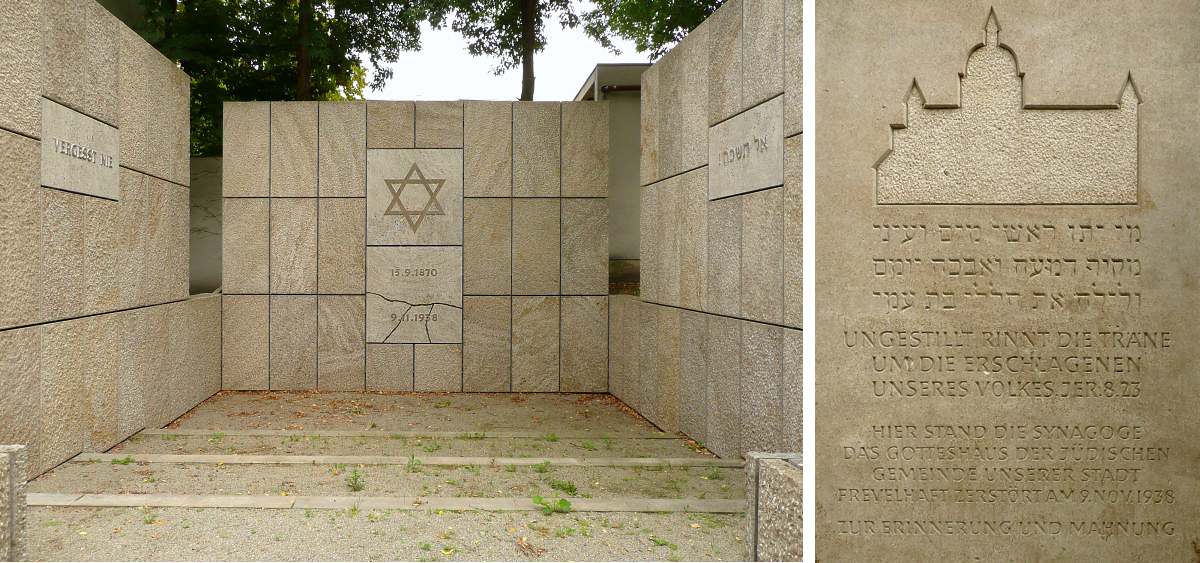
Gedenkstätte nahe der 1938 zerstörten Synagoge in der Calenberger Neustadt, rechts Gedenktafel
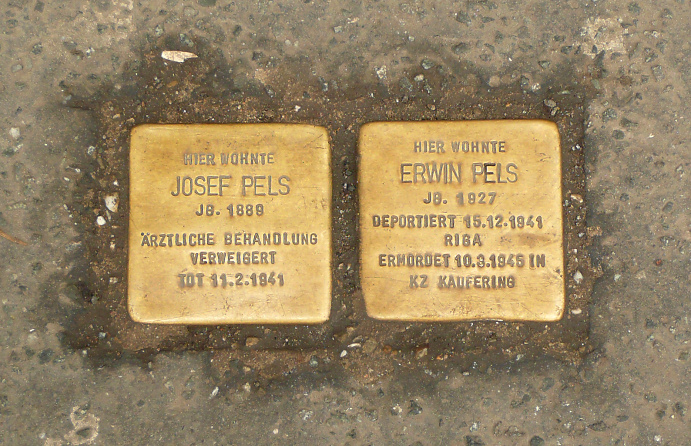
Stolpersteine zum Gedenken an jüdische Bewohner, hier am Goetheplatz
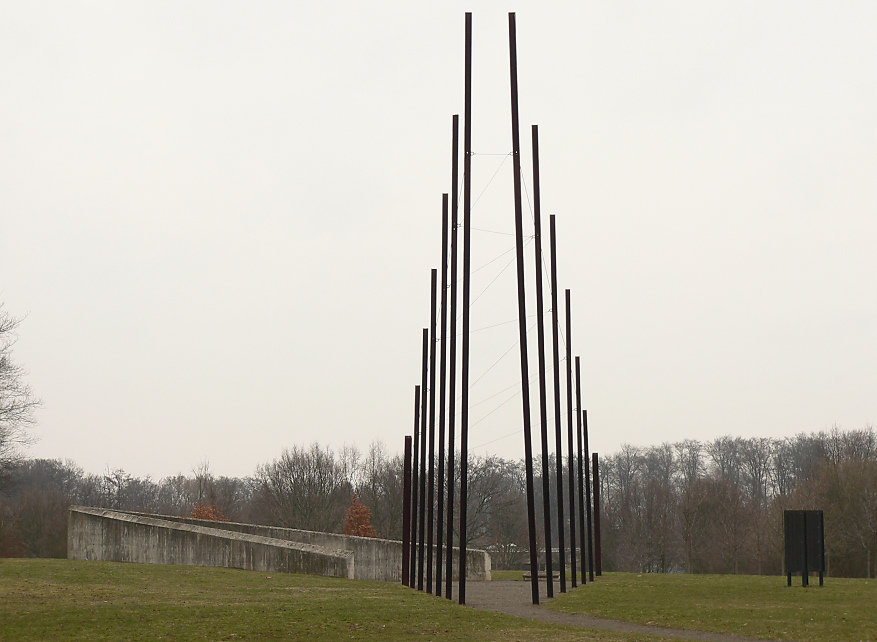
Mahnmal Asphaltschacht Ahlem
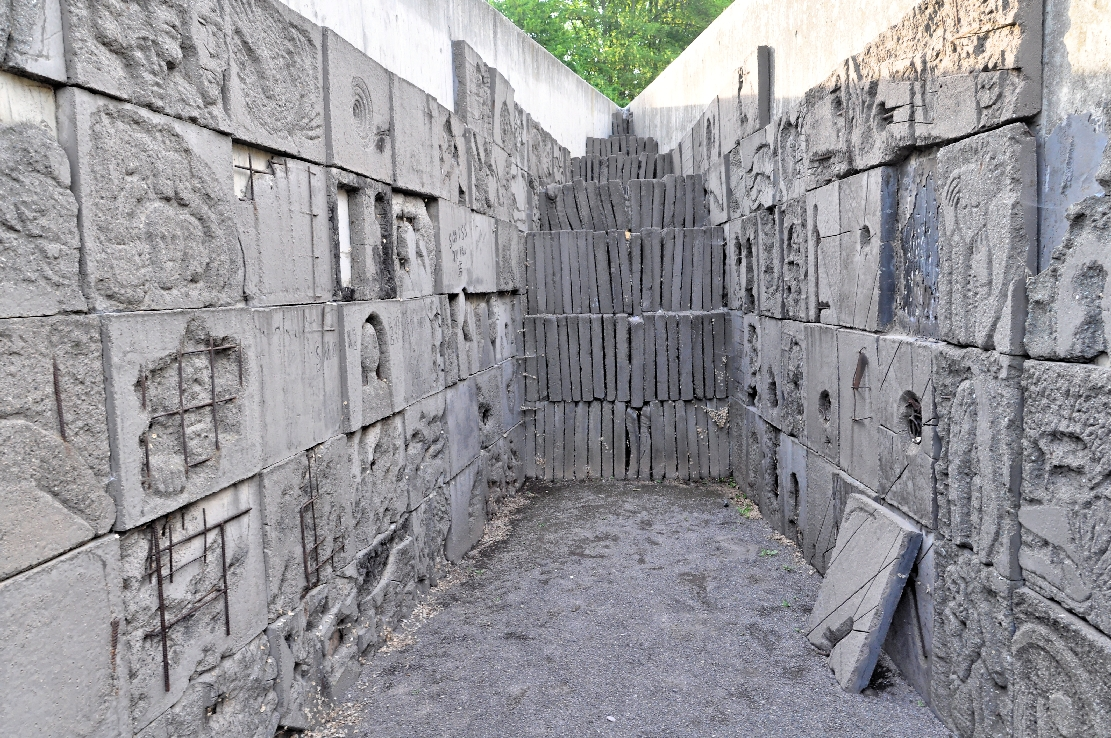
Das Innere des Mahnmals Asphaltschacht
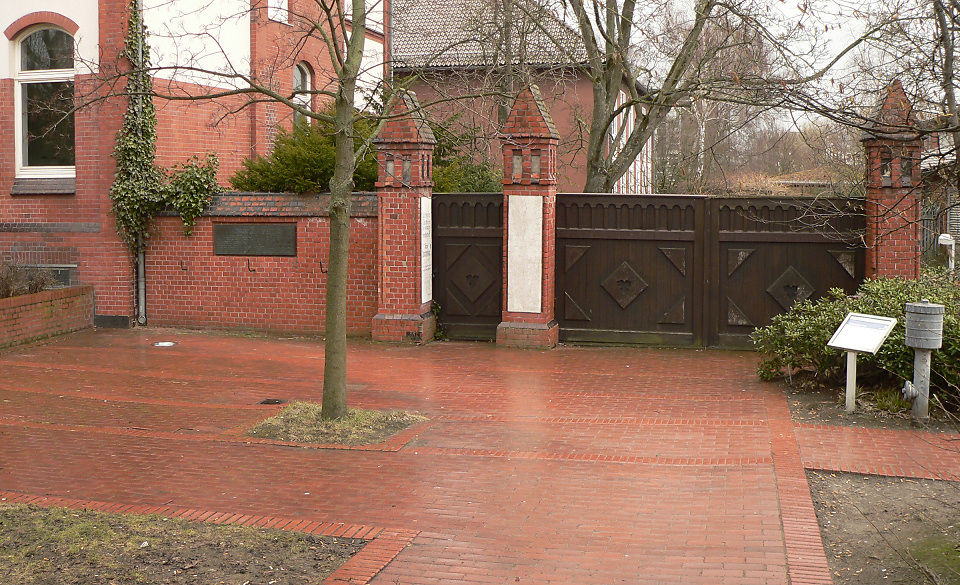
Mahnmal an früherer Israelitischer Gartenbauschule Ahlem

### Gedenken

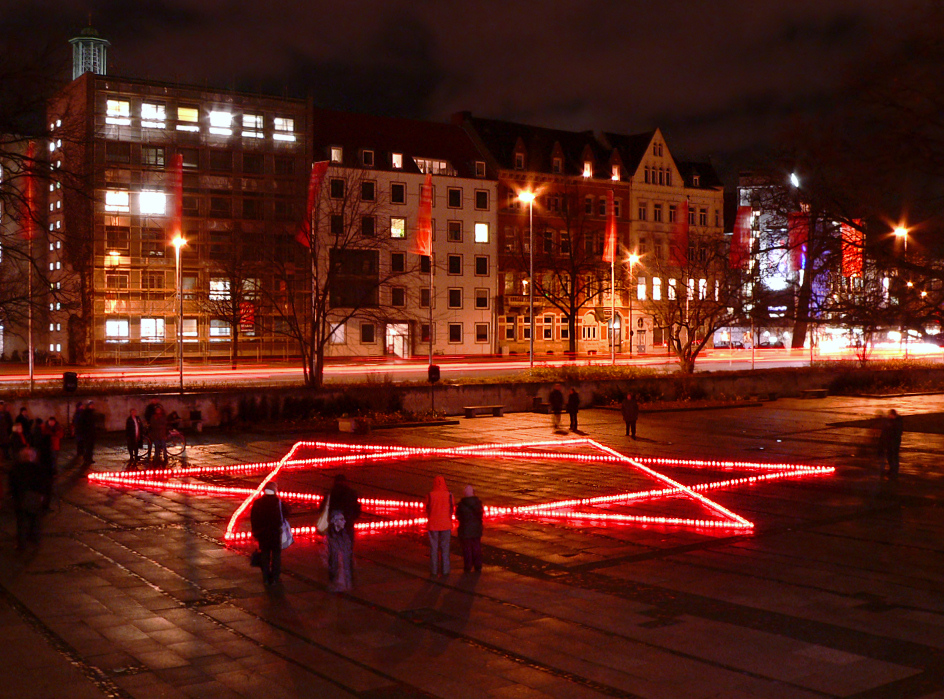
1001 entzündete Kerzen in der Form eines Davidsterns auf dem Trammplatz am 70. Jahrestag der ersten Deportation
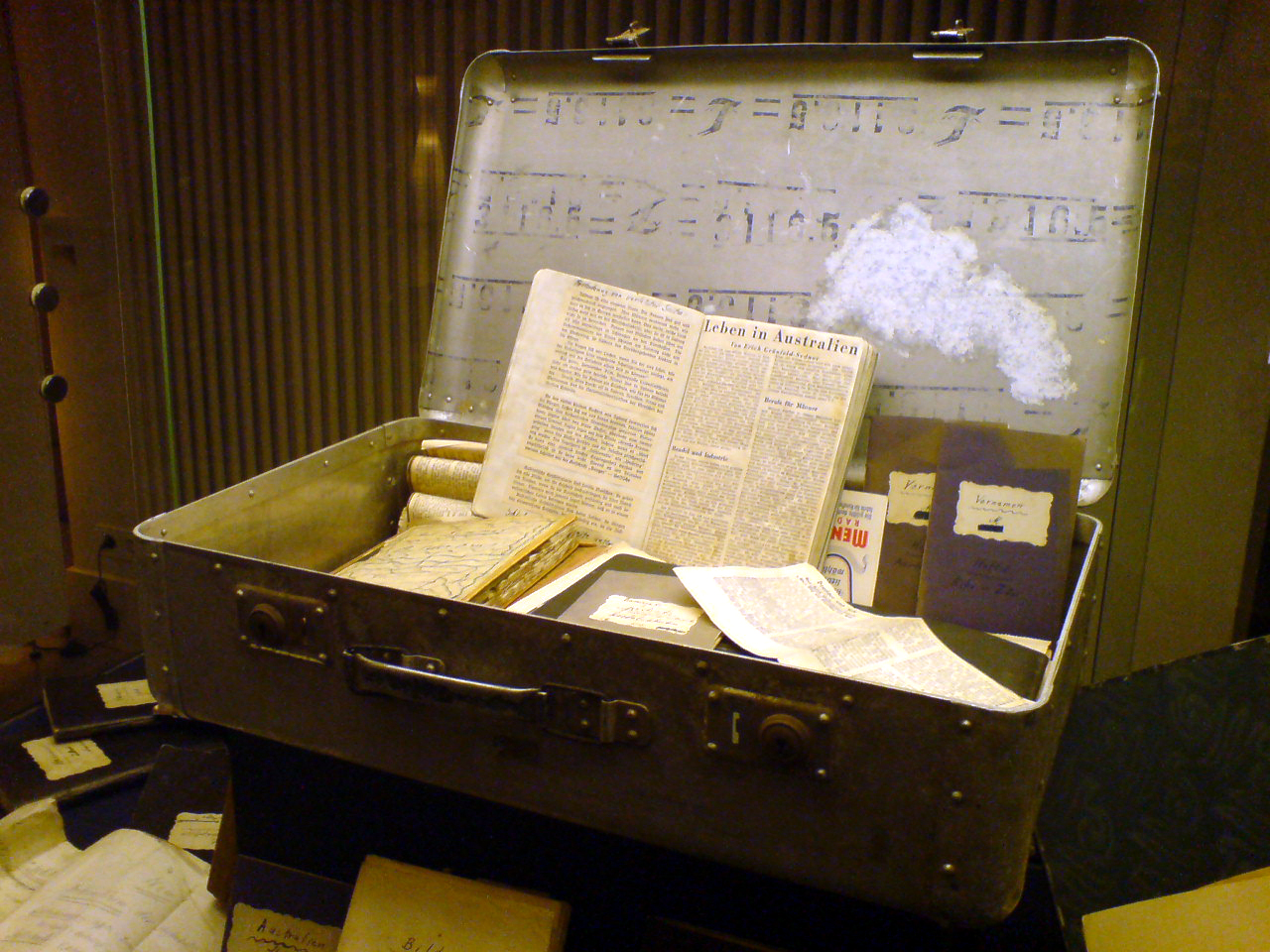
Koffer von Norbert Kronenberg, deportiert am 15. Dezember 1941 ins Ghetto Riga
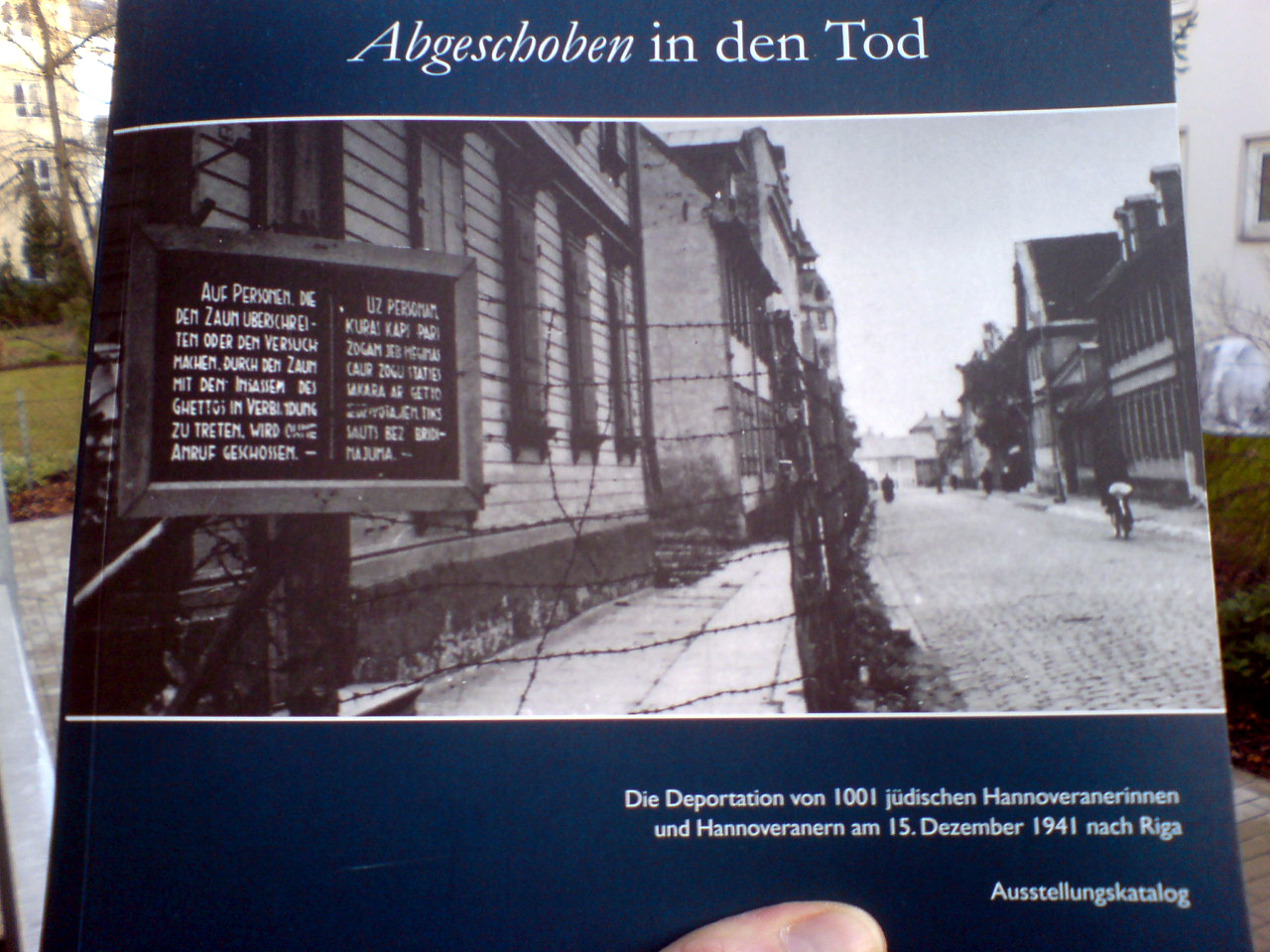
Abgeschoben in den Tod; Katalog zur Ausstellung bis 27. Januar 2012 in Hannover, Neues Rathaus
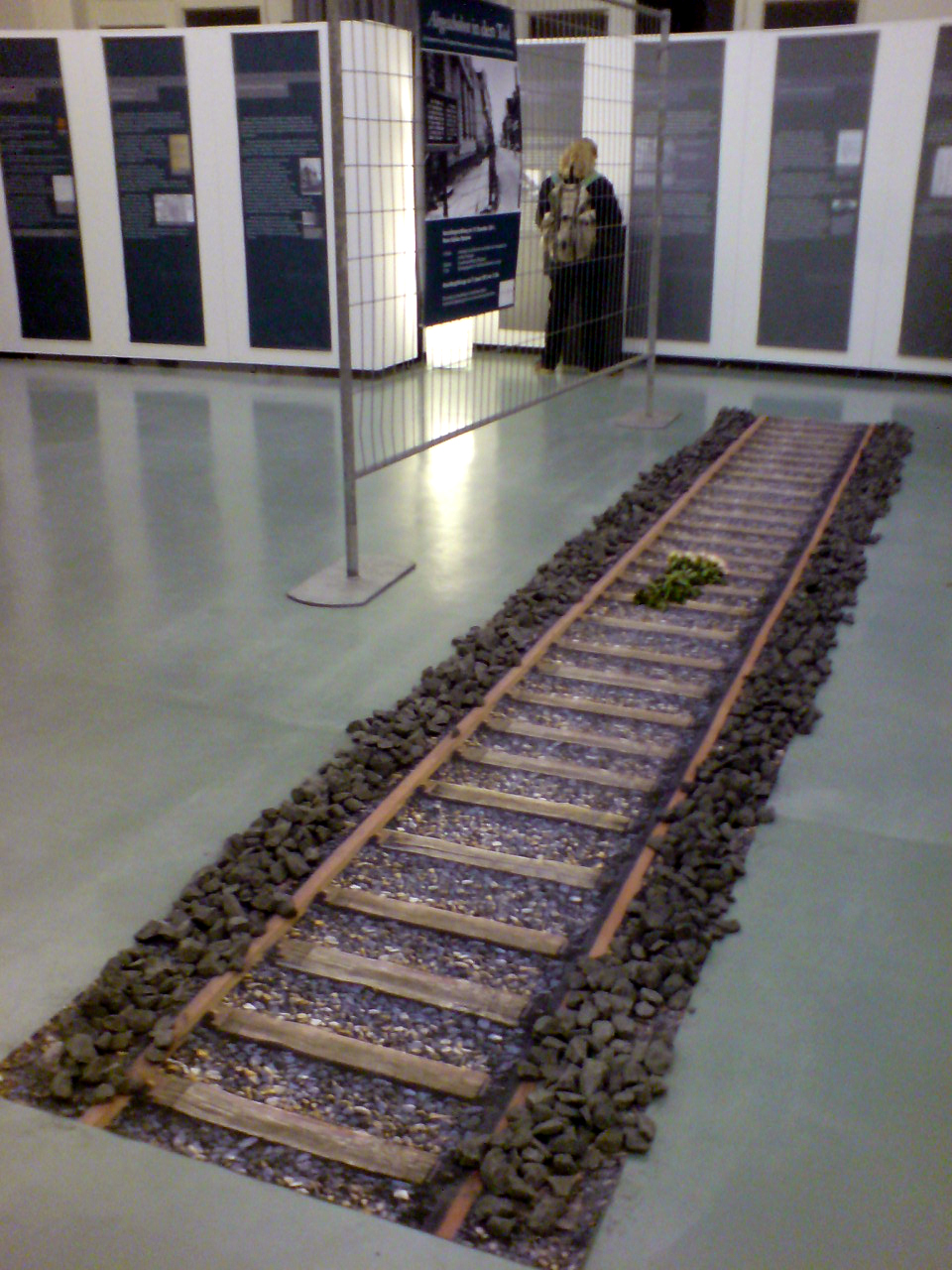
Gleise als Exponat für den Bahnhof Hannover-Linden/Fischerhof

### Gemeinden
Es bestehen vier jüdische Gemeinden mit zusammen etwa 6200 Mitgliedern in Hannover.

#### Jüdische Gemeinde
Die Jüdische Gemeinde Hannover K. d. ö. R. hat ungefähr 5000 Mitglieder. Vorsitzender ist Michael Fürst.
1953 wurde ein jüdisches Altersheim in der Haeckelstraße 6 im Stadtteil Bult eingeweiht. Im Laufe der nachfolgenden Jahre wurden weitere in Hannover ansässige Juden als Gemeindemitglieder aufgenommen. Ab 1957 fand wieder ein geregelter Religionsunterricht für die jüdischen Kinder statt. Als nächste Schritte erfolgte die Errichtung eines neuen jüdischen Gemeindezentrums in der Haeckelstraße 10 mit Wohnhochhaus, Saal für kulturelle Zwecke, Schulräume, Gemeindebüro und Klubräume. Ab 1960 entstand die neue Synagoge in der Haeckelstraße, die am 10. November 1963 eingeweiht wurde. Nach 1990 wurde das Gemeindeleben insbesondere in den Bereichen Jugend-, Kultur-, Sozial- und Seniorenarbeit erheblich ausgebaut. Die Mitgliederzahl der Jüdischen Gemeinde Hannover stieg von ursprünglich 900 auf etwa 5000 im Jahre 2009.

#### Liberale Jüdische Gemeinde
Die Liberale Jüdische Gemeinde Hannover K.d.Ö.R. hat rund 700 Mitglieder. Vorsitzende ist Rebecca Seidler.
Im September 1995 lösten sich nach internen Konflikten 79 Mitglieder aus der Jüdischen Gemeinde und gründeten eine Neue Jüdische Gemeinde Hannover. 1997 war sie Gründungsmitglied der Union progressiver Juden in Deutschland, Österreich und der Schweiz und benannte sich bald darauf um in Liberale Jüdische Gemeinde Hannover. Sie eröffnete im Januar 2009 ihre Synagoge „Etz Chaim“ in Leinhausen. Das Gebäude war zuvor die evangelische Gustav-Adolf-Kirche (Kirchenbau: 1965–71, Fritz Eggeling, Umbau: 2007–09, Gesche Grabenhorst und Roger Ahrens), die zu einem jüdischen Gemeindezentrum umgebaut wurde. Das Gemeindezentrum ist zugleich Geschäftsstelle des Landesverbandes der israelitischen Kultusgemeinden von Niedersachsen K.d.ö.R.

#### Jüdisch-bucharisch-sefardisches Zentrum Deutschland
Im September 2009 eröffnete eine Gemeinde bucharischer Juden ihre Synagoge in Ricklingen. 2013 entstand dort in einer ehemaligen evangelischen Kirche ein Gemeindezentrum mit Synagoge, die aufgrund ihrer Wandfarbe als blaue Synagoge bezeichnet wird. 2024 erhielt sie eine Mikwe. Die Gemeinde hat etwa 400 Mitglieder, Vorsitzender ist Juhanu Motaev.

#### Chabad Lubavitch
Die chassidisch-orthodoxe Bewegung Chabad Lubawitsch unterhält in Kleefeld ein eigenes Bildungszentrum. Sie hat rund 400 Mitglieder.

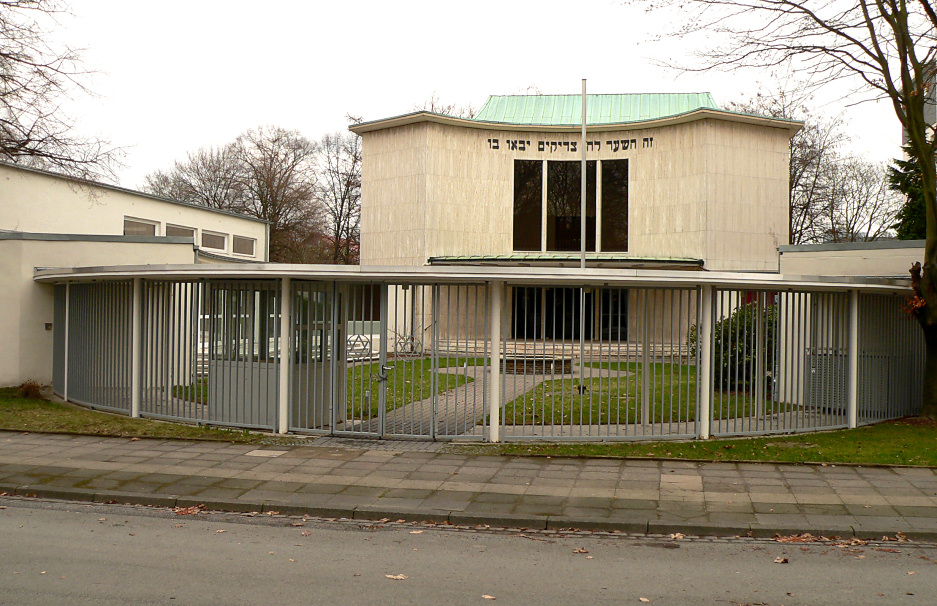
Synagoge der Jüdischen Gemeinde Hannover an der Haeckelstraße im Stadtteil Bult
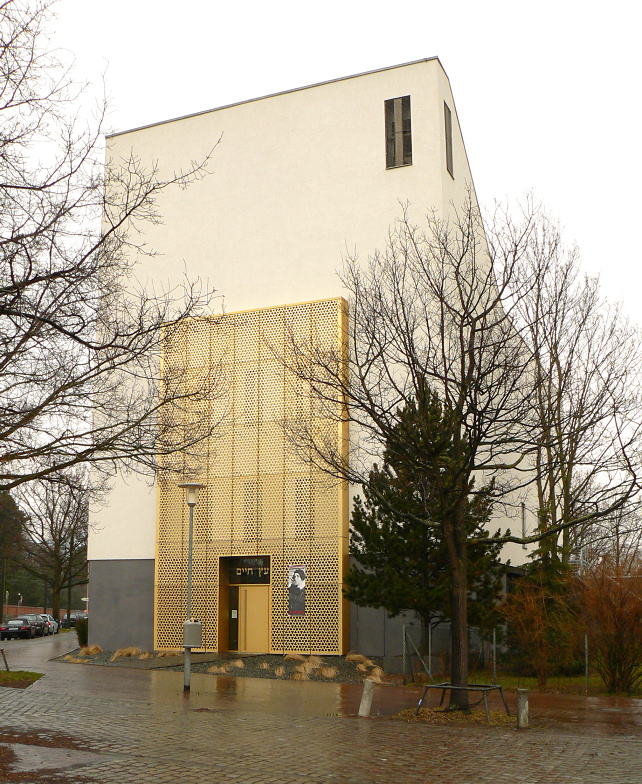
Synagoge der Liberalen Jüdischen Gemeinde Hannover in Leinhausen
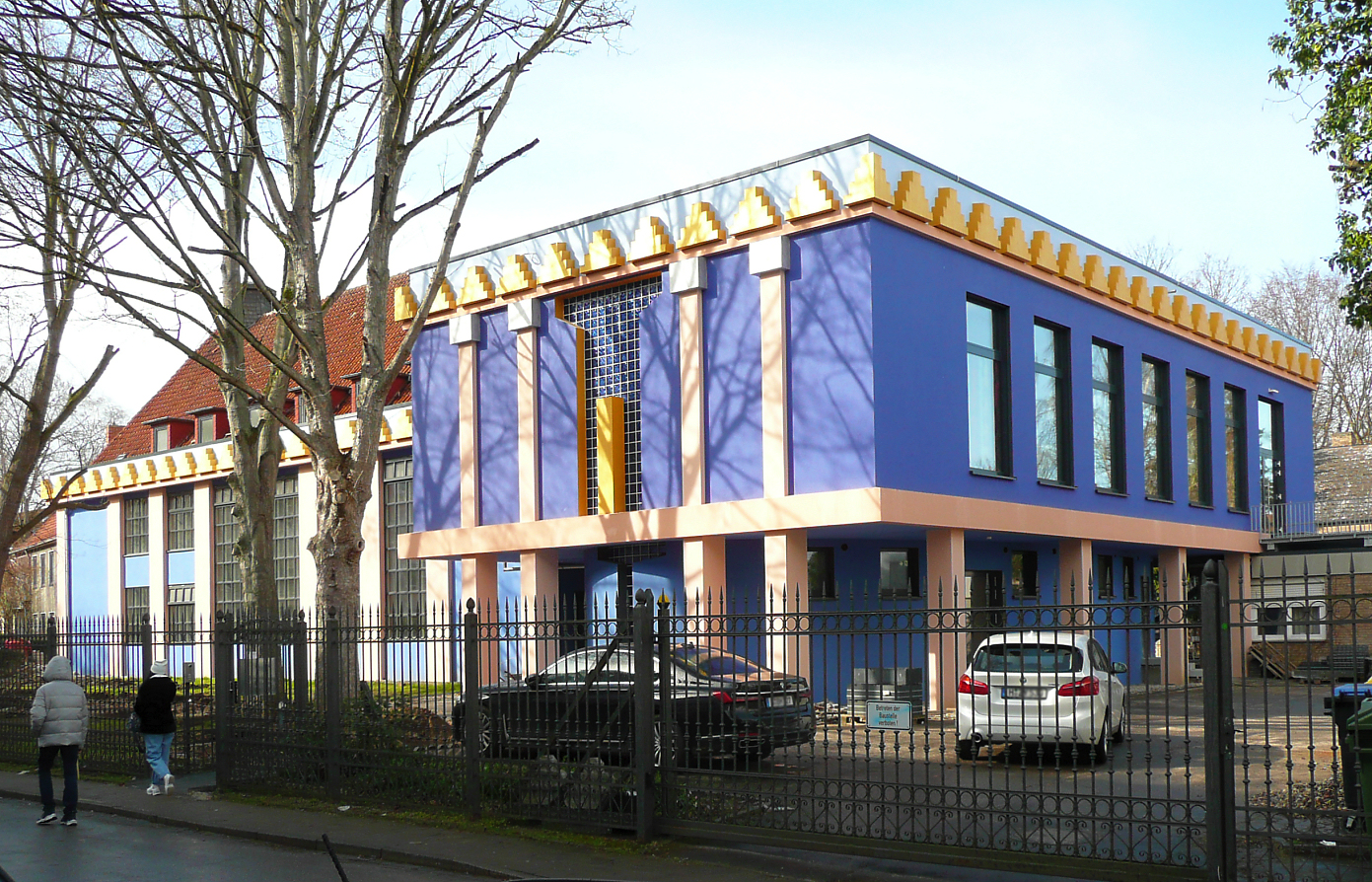
„Blaue Synagoge“ der Jüdisch-Sefardisch-Bucharischen Gemeinde in Ricklingen
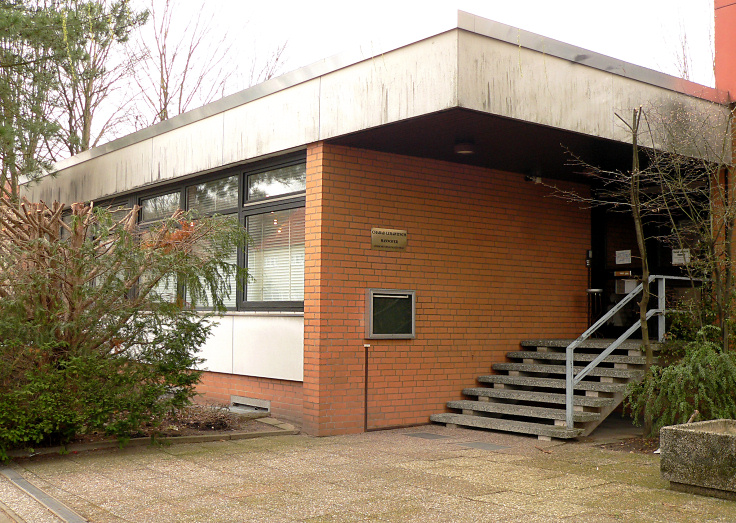
Bildungszentrum von Chabad Lubavitch in Kleefeld

## Friedhöfe
- Alter Jüdischer Friedhof an der Oberstraße, Mitte des 16. Jahrhunderts bis 1864
- Jüdischer Friedhof An der Strangriede, 1864–1924
- Jüdischer Friedhof Bothfeld, seit 1924
- Friedhof der Liberalen Jüdischen Gemeinde Hannover, 2001–2017 Abteilung des Stadtfriedhofs Lahe, seit 2017 eigenständig

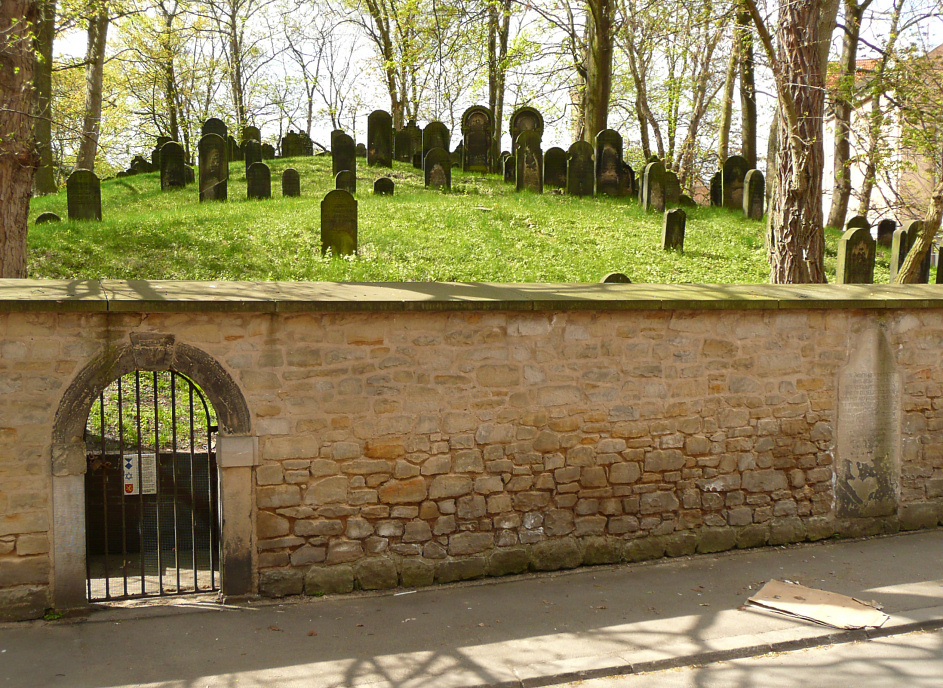
Alter Friedhof an der Oberstraße
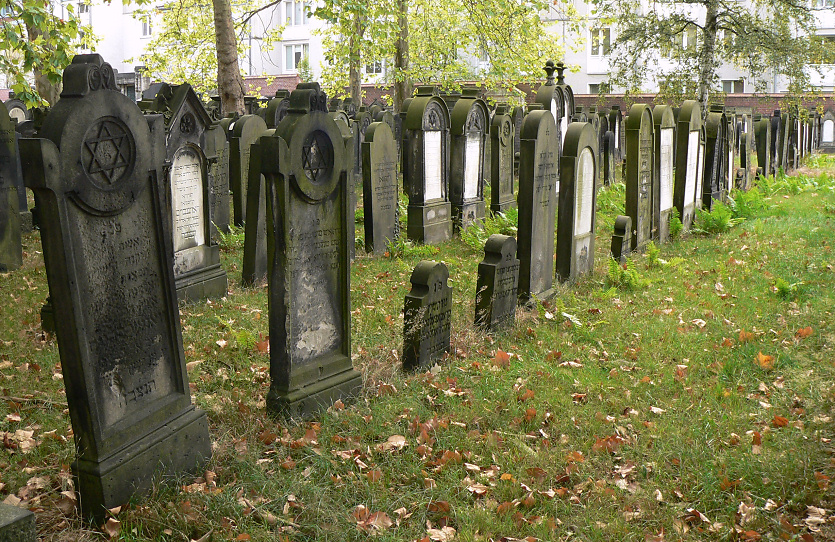
Friedhof an der Strangriede
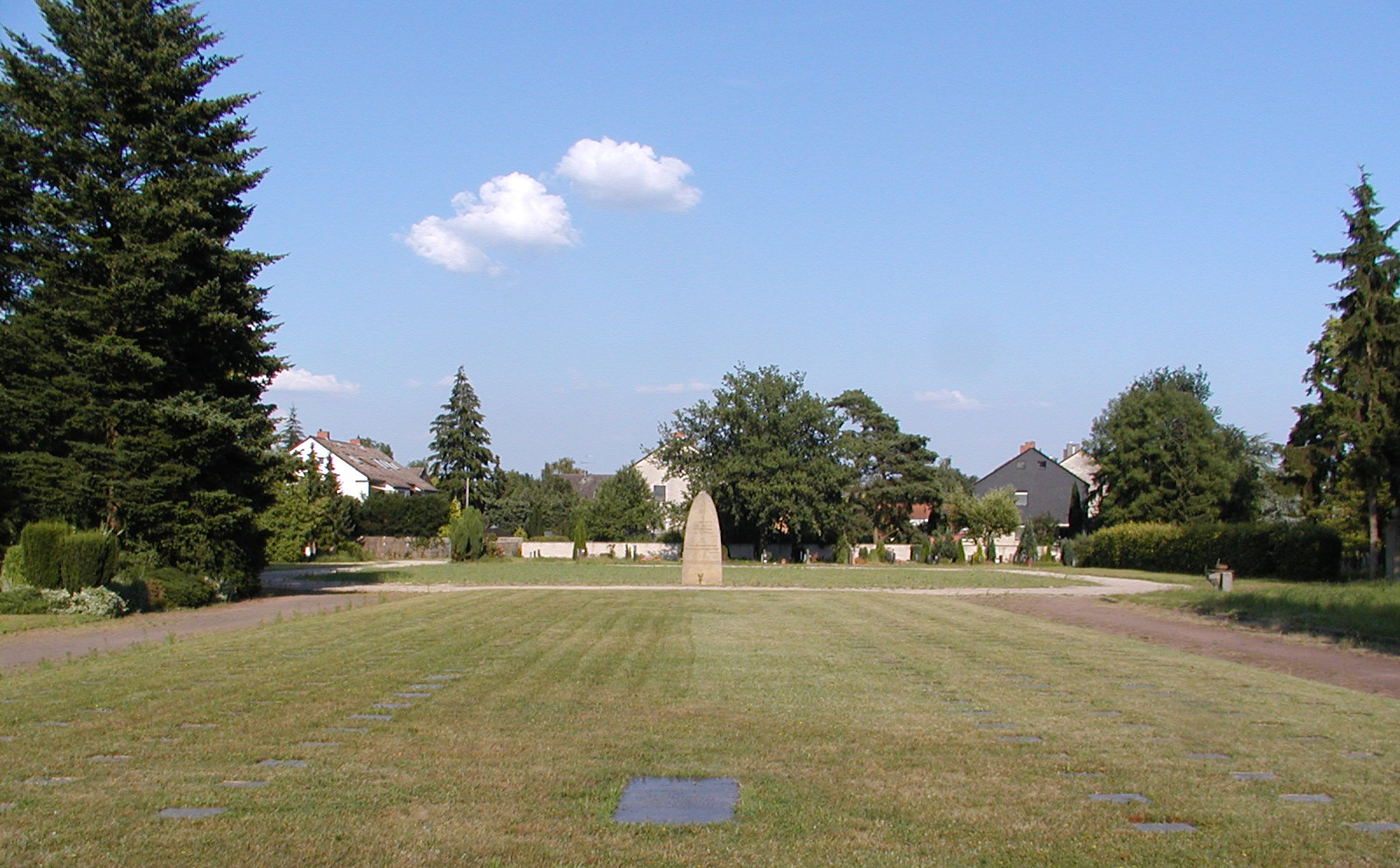
Friedhof in Bothfeld
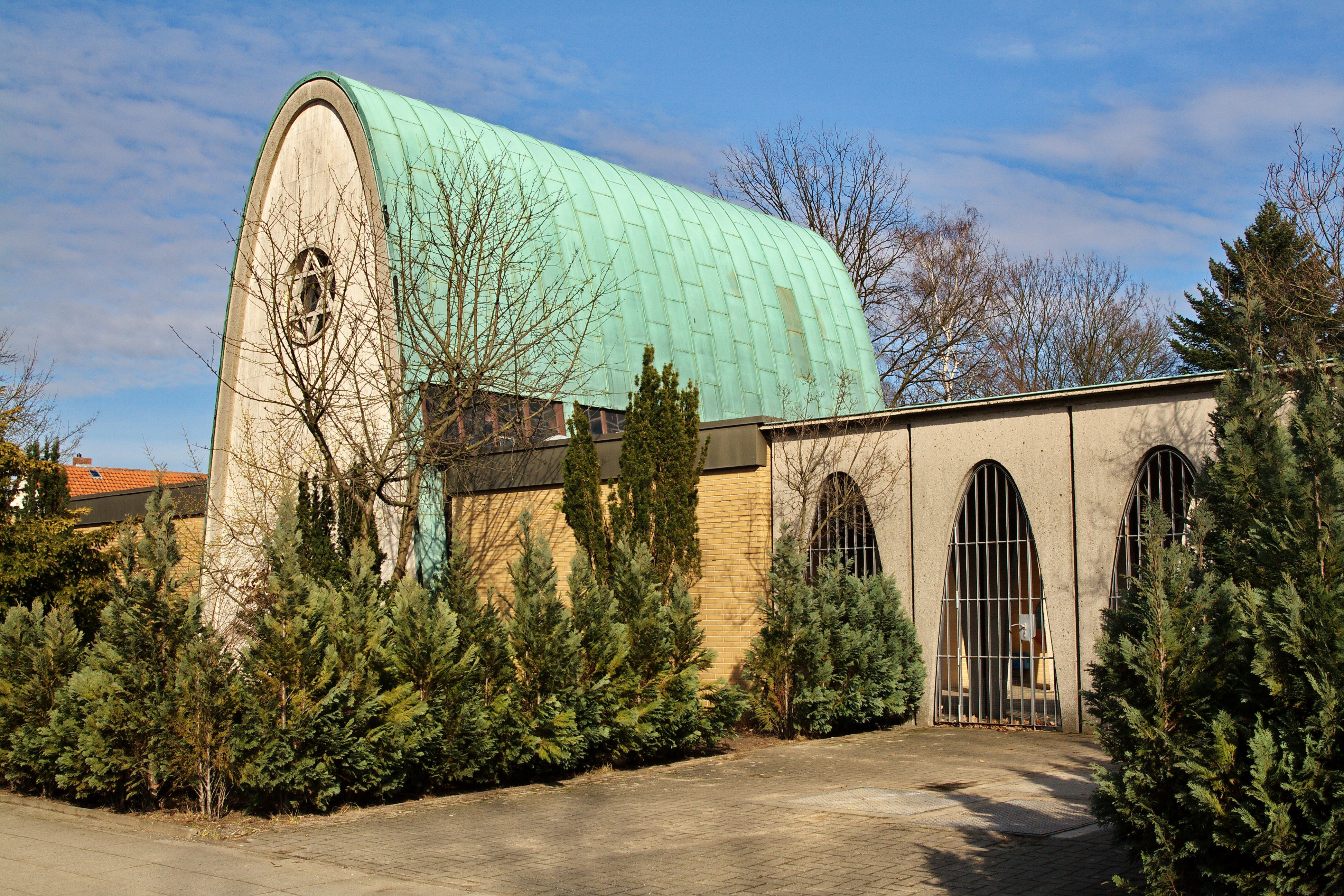
Trauerhalle am Friedhof in Bothfeld
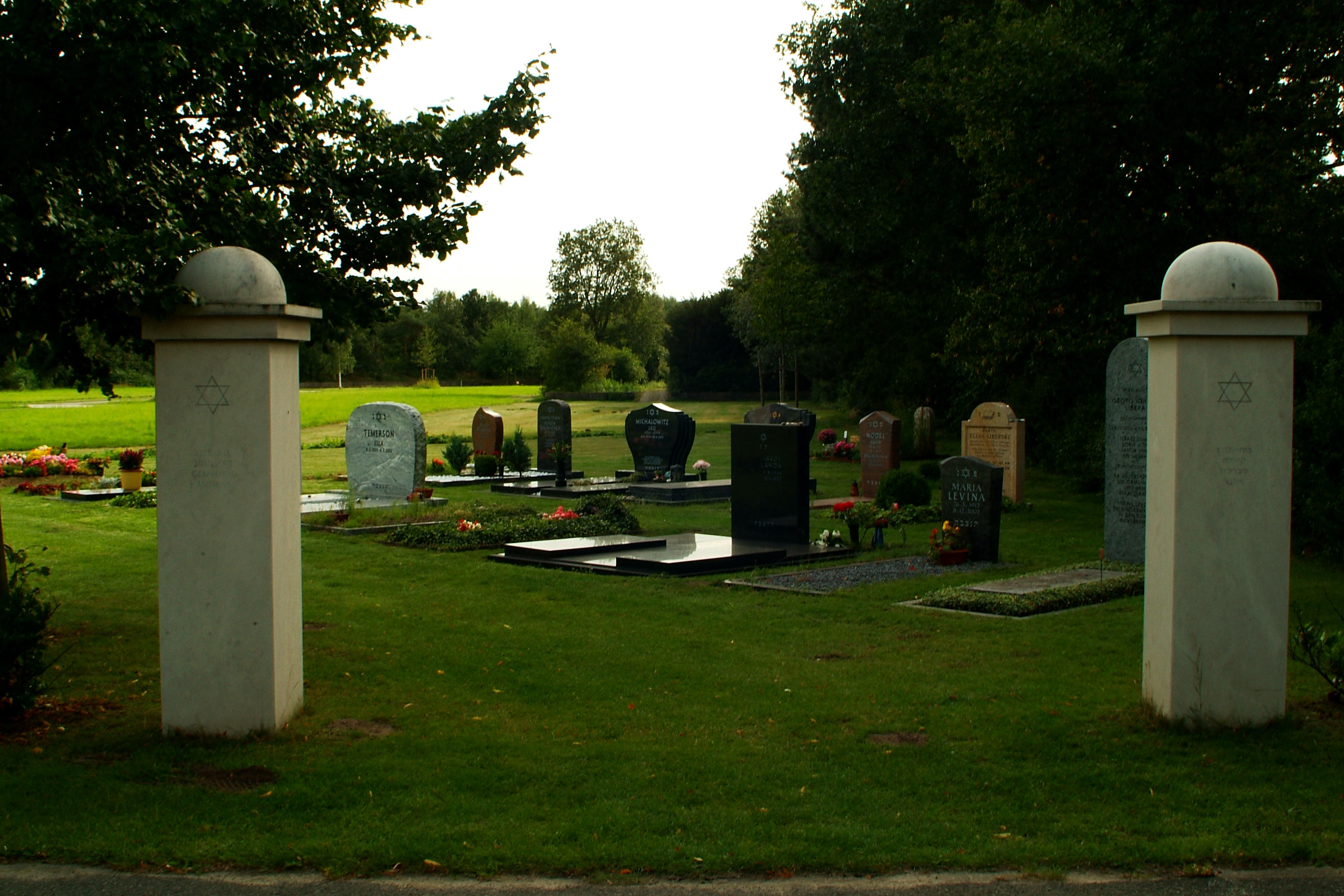
Friedhof der Liberalen Gemeinde

## Persönlichkeiten
- Julius Benfey (1836–1900), Bankdirektor und Gemeindevorsteher
- Emil Berliner (1851–1929), Erfinder der Schallplatte und Fabrikant
- Joseph Berliner (1858–1938), Fabrikant
- Samuel Freund (1868–1939), Rabbiner
- Selig Gronemann (1843–1918), Rabbiner
- Julius L. Isenstein (1856–1929), Bankier, Direktor der Dresdner Bank Hannover
- Kurt Harald Isenstein (1898–1980), Bildhauer, Maler, Kunst- und Musikpädagoge, Schriftsteller
- Andor Izsák (* 6. Juli 1944 in Budapest), Musiker, Gründer des Europäischen Zentrums für jüdische Musik in Hannover
- Iwan Katz (1889–1956), KPD-Politiker
- Werner Kraft (1896–1991), Bibliothekar, Essayist, Schriftsteller, emigrierte 1933/34 aus Hannover nach Jerusalem
- Theodor Lessing (1872–1933), Philosoph und Publizist
- Louis Ephraim Meyer (1821–1894), Bankier, unter anderem Mitbegründer der Braunschweig-Hannoverschen Hypothekenbank und der Hannoverschen Immobilien Gesellschaft[22]
- Erwin Panofsky (1892–1968), Kunsthistoriker, emigrierte 1934 in die USA
- Norbert Prager (1891–1965), war als Überlebender des Holocaust der erste Vorsitzende der jüdischen Gemeinde in Hannover. Er war unter anderem einer der Initiatoren der Gesellschaft für Christlich-Jüdische Zusammenarbeit
- Werner Scholem (1895–1940), 1919 Bürgervorsteher in Hannover-Linden, in der Weimarer Republik Reichstagsabgeordneter für die KPD
- Henry Seligmann (1880–1933), Münzhändler, Mitbegründer der Jüdischen Turnerschaft, Mitglied des Schulvorstandes, Vorsteher des Wohltätigkeitsvereins
- Siegmund Seligmann (1853–1925), erster Generaldirektor der Gummiwerke Continental AG in Hannover
- Ferdinand Sichel (1859–1930), Fabrikant und Gründer der Sichelwerke (Malerleim und Kleister)
- Alexander Moritz Simon (1837–1905), Bankier und Gründer der Israelitischen Gartenbauschule Ahlem
- Eduard Simon (1805–1867), Obergerichtsrat, Mitglied der Advokatenkammer und Erbauer der Villa Simon
- Israel Simon (1807–1883), Bankier und Finanzier des hannoverschen Königs
- Ingrid Wettberg, Vorsitzende der Liberale Jüdische Gemeinde Hannover seit 1999; größte liberale Gemeinde Deutschlands mit erstem Synagogenneubau seit 1945
- Solomon Wolf Zweigenhaft (1915–2005), Rabbiner